# جاش مک‌کوئید
جاش مک کوئید (انگلیسی: Josh McQuoid؛ زادهٔ ۱۵ دسامبر ۱۹۸۹) بازیکن فوتبال اهل بریتانیا است.
از باشگاه‌هایی که در آن بازی کرده‌است می‌توان به باشگاه فوتبال برنلی، باشگاه فوتبال ای‌اف‌سی بورنموث، باشگاه فوتبال کاونتری سیتی، باشگاه فوتبال پیتربورو یونایتد، باشگاه فوتبال میلوال، و باشگاه فوتبال لوتون تاون اشاره کرد.